# Llista d'illes del Japó
Les quatre illes principals del Japó són:
- Hokkaido
- Honshu
- Kyushu
- Shikoku

Okinawa és la cinquena més gran si no es tenen en compte els territoris septentrionals disputats, i la més petita que té una capital de prefectura.

## Llista d'illes menors del Japó
A més de les quatre illes principals, el Japó en té unes 3.000 de menors. Vet aquí una llista de les més grans d'aquestes illes menors:

### Territoris septentrionals
Aquestes són les quatre illes en disputa de les illes Kurils, controlades per Rússia i reclamades pel Japó. Vegeu el conflicte de les illes Kurils per a més informació.
- Etorofu
- Habomai
- Kunashiri
- Shikotan

### Illes de lamar del Japó
- Oki
- Okushiri
- Rishiri
- Rebun
- Sado
- Takeshima (o Rocs de Liancourt – en disputa amb Corea del Sud, que en té el control efectiu, i Corea del Nord)

### Illes de l'oceà Pacífic
- Illes Izu
  - Aogashima
  - Hachijō
  - Izu Ōshima
  - Ko¯zu
  - Miyake
  - Mikura
  - Niijima
  - Shikine
  - Toshima
- Illes Ogasawara
  - Chichi
  - Haha
  - Iwo
  - Minami Torishima (o illa Marcus)
  - Okino Torishima (o Parece Vela)
- Enoshima

### Illes de lamar Interior
- Awaji
- Etajima
- Itsukushima (popularment coneguda com a «Miyajima»)
- Shōdoshima
- Teshima

### Illes al voltant deKyushu
La majoria se situen a la mar Oriental de la Xina.
- Illes Amakusa
- Illes Gotō
- Hirado
- Iki
- Koshiki
- Tsushima

### Illes Ryukyu
Vegeu illes Ryukyu per a una llista més completa.
- Amami Ōshima
- Miyako
- Okinawa Hontō (o illa gran d'Okinawa)
- Illes Senkaku (en disputa amb la República Popular de la Xina i Taiwan)
- Tanegashima
- Illes Yaeyama
  - Iriomote
  - Ishigaki
- Yaku

### Illes artificials
- Aeroport Internacional Central del Japó (o Aeroport Internacional de Chubu)
- Dejima
- Aeroport Internacional de Kansai
- Aeroport de Kobe
- Odaiba
- Port Island
- Rokko